# Rete tranviaria di Ulma
La rete tranviaria di Ulma è la rete tranviaria che serve la città tedesca di Ulma. È composta da due linee.
È esercita dalla SWU.

## Rete
La rete si compone di 2 linee:
- 1 Söflingen - Böfingen
- 2 Kuhberg - Science Park II

### Testi di approfondimento
- (DE) Daniel Riechers, 100 Jahre Straßenbahn Ulm/Neu-Ulm, Ulma, Süddeutsche Verlagsgesellschaft, 1997, ISBN 3-88294-239-8.